# Grm, Velike Lašče
Grm je naselje v Občini Velike Lašče.